# Tapio Mäkelä
Tapio Valfrid Mäkelä (Nastola, 12 oktober 1926 - Jämsä, 12 mei 2016) was een Fins langlaufer. 

## Carrière
Mäkelä maakte zijn internationale debuut met een twaalfde plaats op de 18 kilometer tijdens de Wereldkampioenschappen langlaufen 1950. Mäkelä won tijdens de Olympische Winterspelen 1952 een zilveren medaille achter de Noor Hallgeir Brenden en de gouden medaille op de estafette. Twee jaar later won Mäkelä met de Finse ploeg de wereldtitel.

## Belangrijkste resultaten

### Olympische Winterspelen
| Editie | Plaats | Resultaten        |
| ------ | ------ | ----------------- |
| 1952   | Oslo   | 18 km · estafette |

### Wereldkampioenschappen langlaufen
| Jaar | Plaats      | Resultaten           |
| ---- | ----------- | -------------------- |
| 1950 | Lake Placid | 12e 18 km            |
| 1952 | Oslo        | 18 km · estafette    |
| 1954 | Falun       | 5e 18 km · estafette |